# Caryonopera bergeri
Caryonopera bergeri là một loài bướm đêm trong họ Noctuidae.